# Mönchengladbach
Mönchengladbach (becenevén Gladbach) város Észak-Rajna-Vesztfália tartományban, Németországban. Az Alsó-Rajna régió legnagyobb városa, közel Düsseldorfhoz és a holland határhoz.

## Történelem
Az első feljegyzések a városról 974-ből származnak. A francia hadsereg 1794. október 4-én elfoglalta a várost. 1815-ben a Bécsi kongresszus Poroszországhoz csatolta.
A város eredeti neve Gladbach volt, ahogyan még ma is gyakran nevezik. Mivel egy másik város is létezett ugyanezzel a névvel (a jelenlegi Bergisch Gladbach), ezért hogy a két várost egymástól meg lehessen különböztetni, 1888-ban a település felvette a München-Gladbach nevet. A város nevét 1933 és 1950 között kötőjel nélkül, München Gladbachként írták, ám ez az írásmód félrevezető lehetett, ugyanis így egyesek azt hihették, hogy a település München egyik kerülete. Ezért a város nevét 1950-ben következetesen Mönchen-Gladbachra változtatták, majd ez 1960-ban Mönchengladbachra módosult.

## Politika
A városi tanács (Stadtrat) összetétele (2014):
| Párt / lista | Választási eredmény | Mandátumok |
| ------------ | ------------------- | ---------- |
| CDU          | 41,5%               | 29         |
| SPD          | 24,9%               | 20         |
| Grüne        | 10,7%               | 7          |
| FDP          | 4,5%                | 3          |
| DIE LINKE.   | 4,5%                | 3          |
| PIRATEN      | 1,5%                | 2          |
| pro NRW      | 1,9%                | 1          |
| FWG          | 1,8%                | 1          |
| AfD          | 1,5%                | 1          |
| NPD          | 0,9%                | 1          |

## Közlekedés

### Közúti közlekedés
A várost érinti az A44-es (Aachen–Kassel), A46-os (Heinsberg–Bestwig), A52-es (Roermond–Essen-Marl) és az A61-es autópálya (Venlo–Ludwigshafen).

## Híres szülöttei
Az alábbi személyek Mönchengladbachban, Rheydtben, vagy Wickrathban születtek, melyek 1975-ös egyesítésükig különálló települések voltak.
- Franz Brandts vállalkozó, a Volksvereins für das katholische Deutschland alapítója
- Joseph Goebbels nemzetiszocialista politikus, német propagandaminiszter
- Hugo Junkers
- Joseph Hubertus Pilates feltaláló, a Pilates-módszer
- Hans Jonas zsidó-német filozófus és tudós
- Hans Heyer autóversenyző
- Günter Netzer labdarúgó
- Ulrike von der Groeben televíziós személyiség
- Heinz-Harald Frentzen Formula–1-es pilóta
- Nick Heidfeld Formula–1-es pilóta
- Johanna Katharina Klein
- Marcell Jansen labdarúgó
- Mark-André ter Stegen, labdarúgó

## Testvérvárosok
- Nort Tyneside, Egyesült Királyság (1958)
- Roubaix, Franciaország (1969)
- Thurrock, Egyesült Királyság (1969)
- Verviers, Belgium (1970)
- Roermond, Hollandia (1971)
- Bradford, Egyesült Királyság (1971)

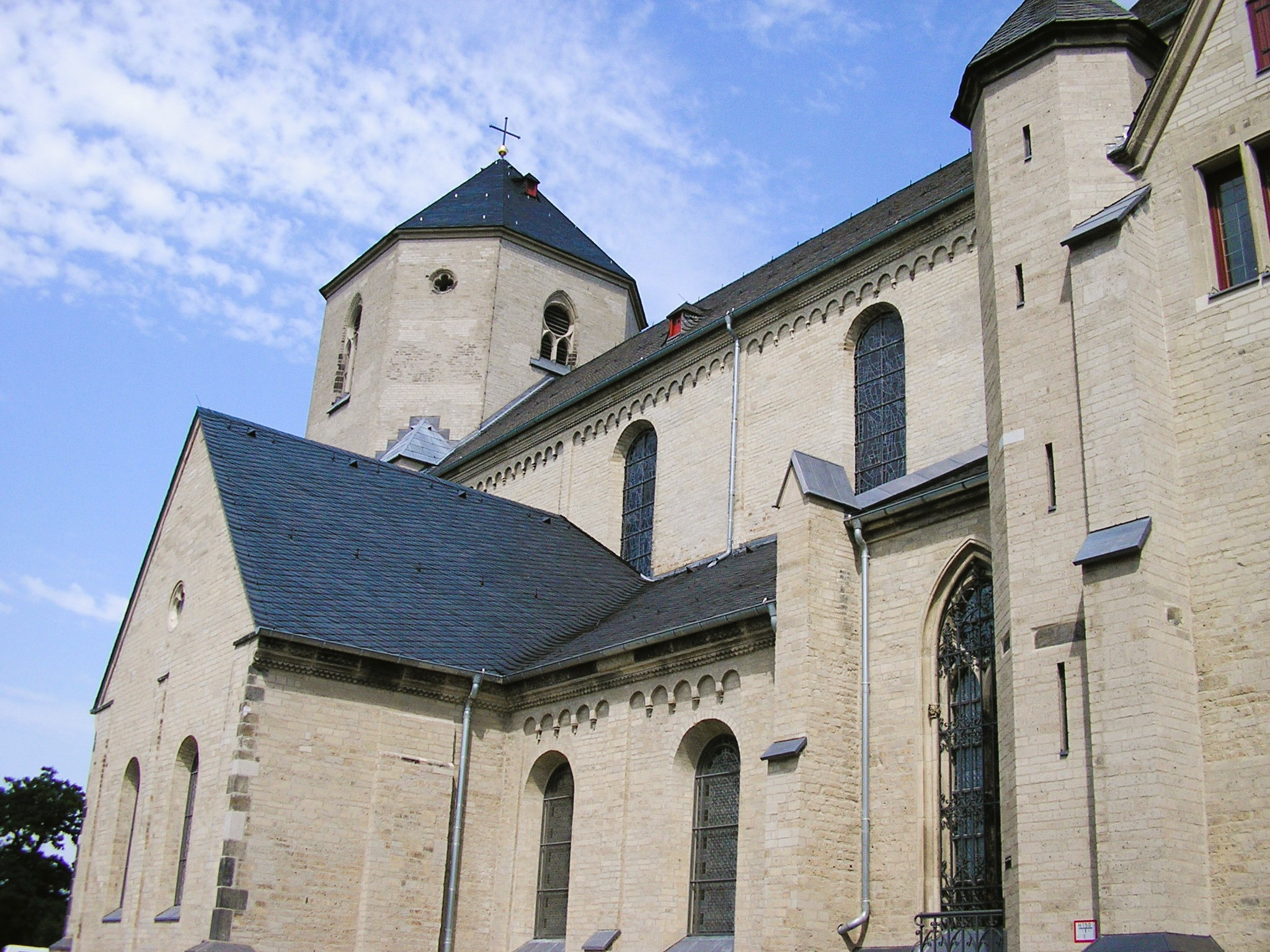
A katedrális
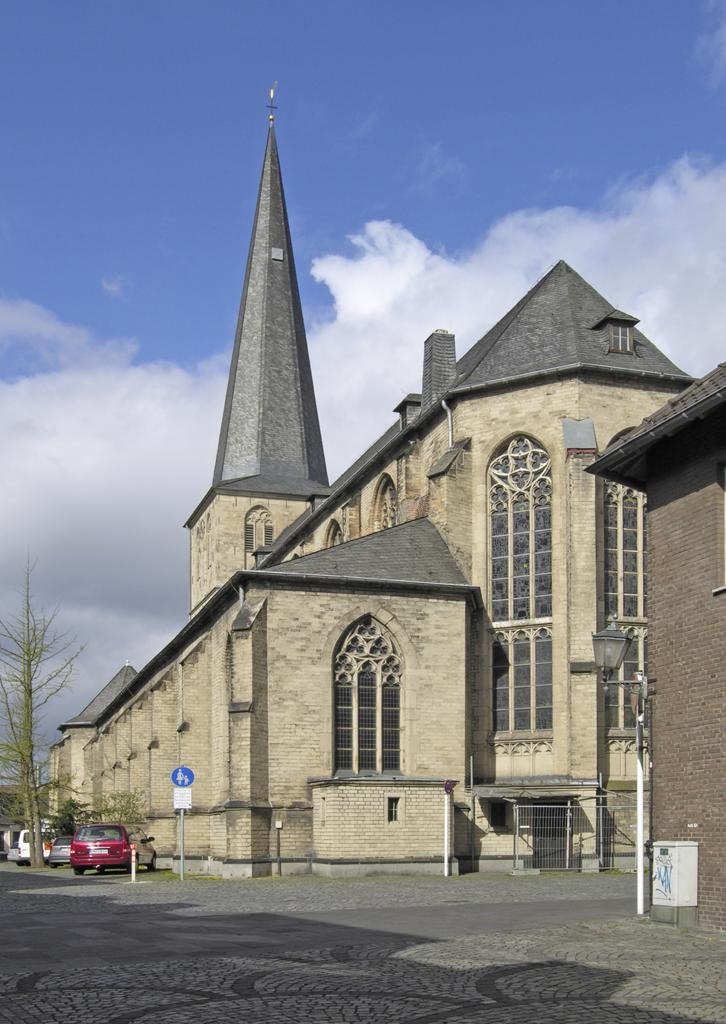
Citykirche
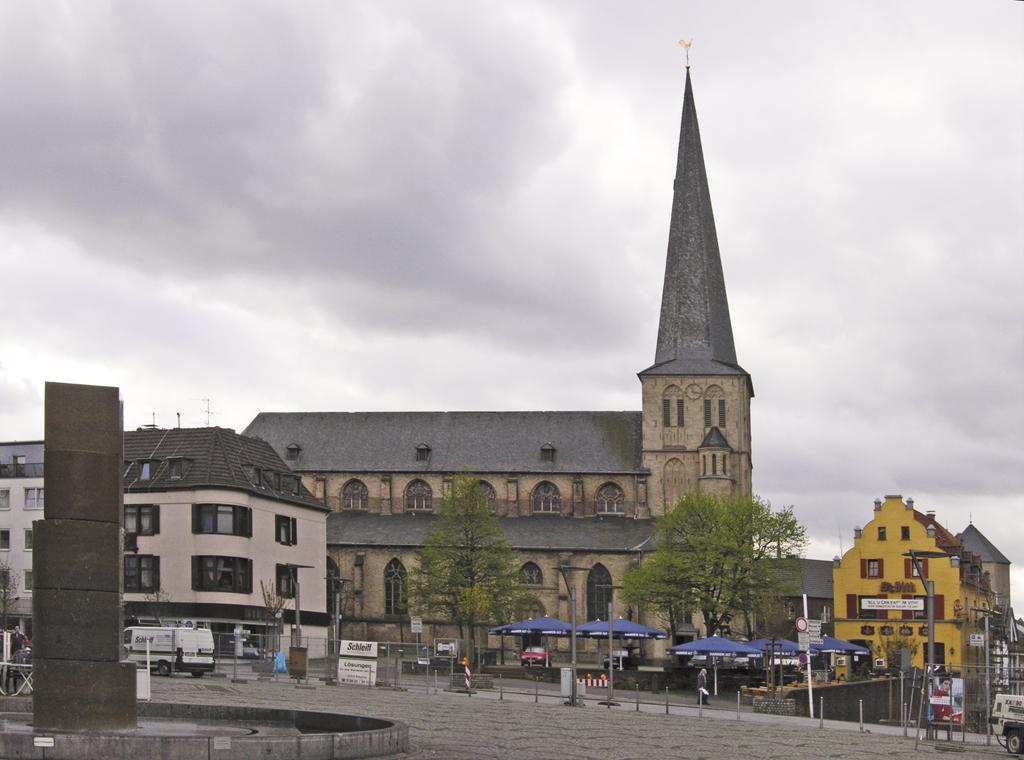
Citykirche
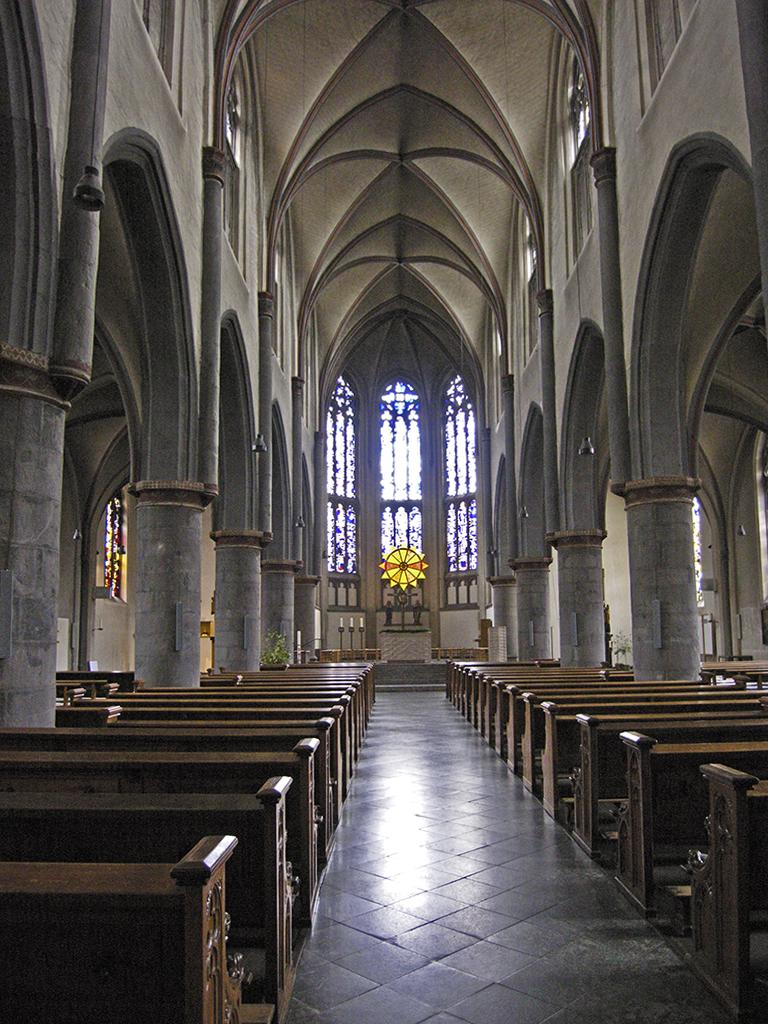
Citykirche
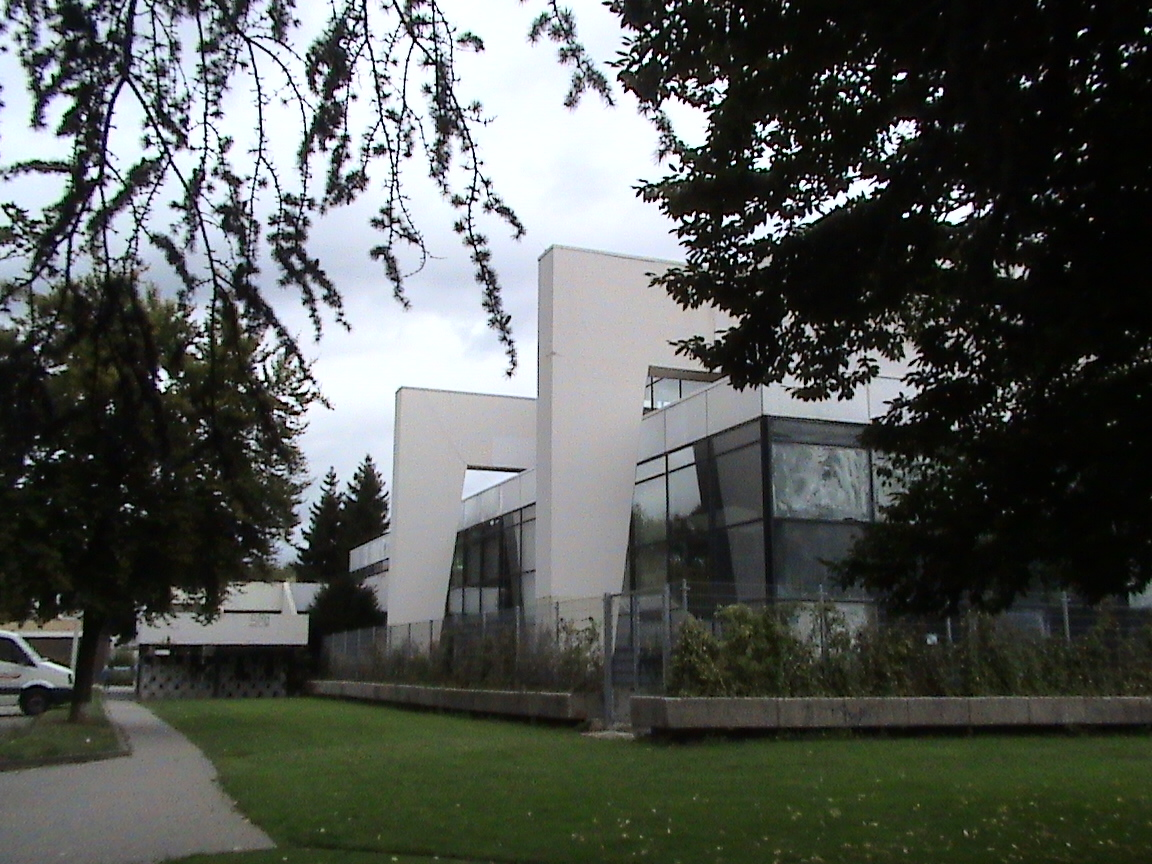
Pahlke-fürdő